# Doulaincourt-Saucourt
Doulaincourt-Saucourt é uma comuna francesa na região administrativa de Grande Leste, no departamento de Haute-Marne. Estende-se por uma área de 43,86 km², com 1003| habitantes, segundo os censos de 1999, com uma densidade de 22 hab/km².